# 極光大麻
極光大麻（英語：Aurora Cannabis）是一家總部位於加拿大的大麻生產、分銷和銷售商，於紐約證券交易所、多倫多證券交易所和法蘭克福證券交易所上市。

## 歷史

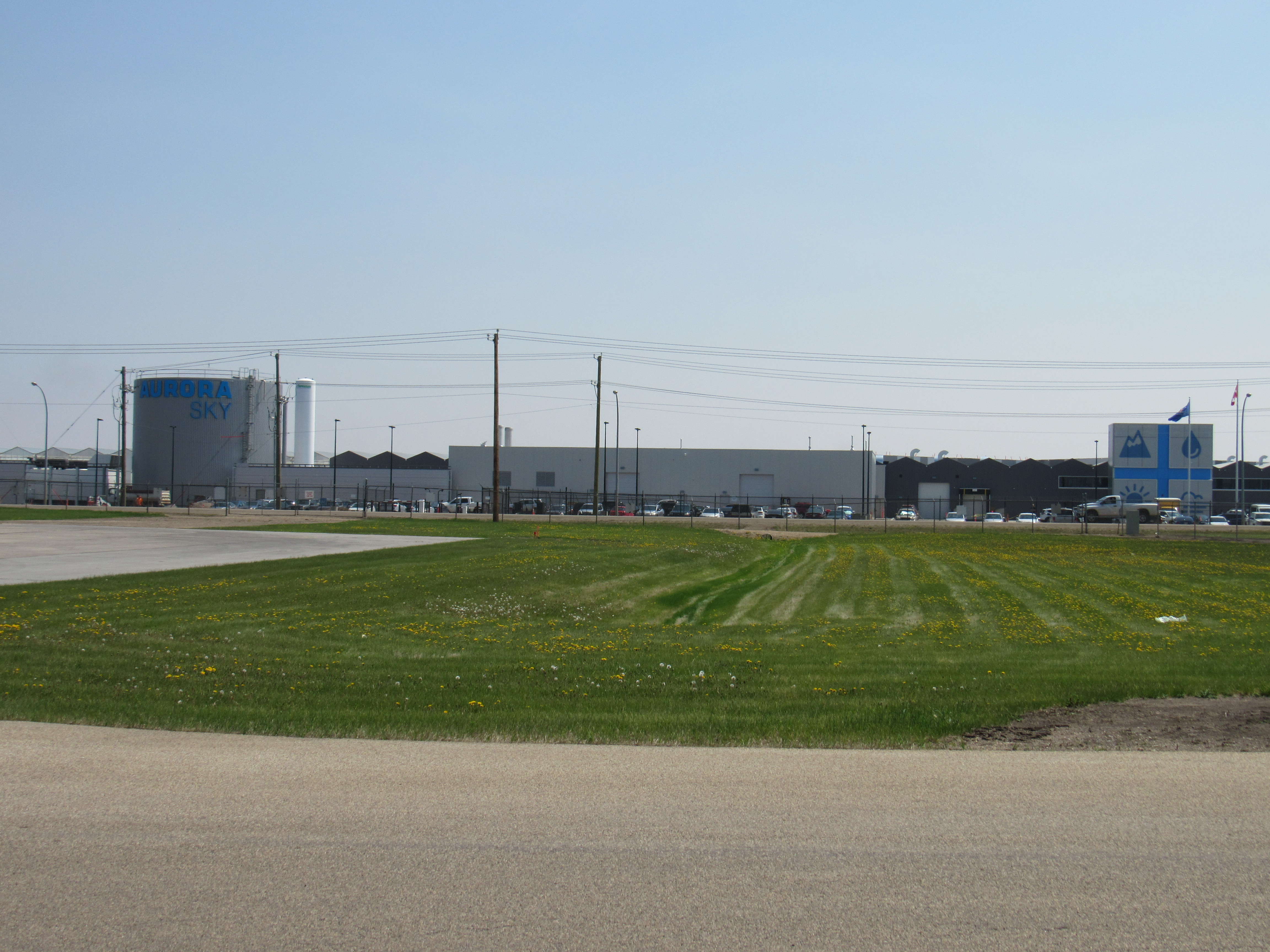
埃德蒙顿国际机场的极光大麻温室和总部

極光大麻由特里·布思（Terry Booth）和史蒂夫·多布勒（Steve Dobler）於2006年11月21日創辦，總部位於加拿大愛民頓。極光大麻於2017年7月24日在多倫多證券交易所上市，並於2018年10月23日在紐約證券交易所上市，股票代號為ACB。
2017年11月13日，極光大麻以每股24加拿大元的價格向CanniMed提出全股權收購，並聲稱已獲得後者38%的股東支持。CanniMed的行政總裁拒絕有關方案，並表示極光大麻的收購是基於過高的股價。2018年1月初，CanniMed更一度入稟控告極光大麻侵害其經濟利益。2018年1月24日，極光大麻宣佈以每股43加拿大元，共11億加拿大元的代價成功收購其競爭對手CanniMed，收購完成後極光大麻成為加拿大最高市值的大麻生產商。2018年9月，彭博商業新聞台報導可口可樂正考慮與極光大麻合作開發含有大麻二酚的飲料。可口可樂與極光大麻其後澄清有關計劃仍處於討論階段，尚未簽署任何協議。
2019年，極光大麻宣佈以接近2000萬加拿大元的認股權為代價，邀得美國富翁納爾遜·佩茲擔任策略顧問。然而，極光大麻的股價其後下跌約96%，納爾遜·佩茲亦於2020年辭任策略顧問一職。他任職其間極光大麻錄得至少35億加拿大元的虧損。
極光大麻於2020財政年度錄得33億加拿大元的虧損。2020年6月，極光大麻宣佈辭退約700名員工，並關閉位於薩斯喀徹溫、安大略省、亞伯達省和魁北克市的生產設施。2020年2月，創辦人布思宣佈退休並由麥可·辛格（Michael Singer）接任行政總裁。2020年5月28日，極光大麻以價值4000萬美元的股份完成收購美國大麻二酚產品銷售商Reliva。Reliva的行政總裁米格爾·馬丁（Miguel Martin）於同年9月8日取代辛格接任極光大麻行政總裁。
2020年12月25日，極光大麻遭到駭客入侵。據科技新聞網站Bleeping Computer報導，約50GB的資料被駭客盜取。駭客在網上公開了被盜資料的樣本，其中包括員工護照和駕駛執照、支票和其他商業資料的資料，並要求極光大麻支付一枚比特幣以換取資料不被公開。